# Мовчинів
Мовчи́нів —  село в Україні,  у Бахмацькій міській громаді Ніжинського району Чернігівської області

## Історія
Жителі хутора Мовчинів у епоху кріпосного права були козаками. Відомо, що заселення села проходило дуже повільно. У другій половині XIX століття в ньому було 6 дворів і проживало шість сімей. Назва походить від імені першого поселенця. 
На мапі 1941 р.- х.Глибокий.
Населення 202 особи (на 2001 рік). 
У селі знаходиться церква.
12 червня 2020 року, відповідно до розпорядження Кабінету Міністрів України № 730-р «Про визначення адміністративних центрів та затвердження територій територіальних громад Чернігівської області», увійшло до складу Бахмацької міської громади.
19 липня 2020 року, в результаті адміністративно-територіальної реформи та ліквідації Бахмацького району, село увійшло до складу Ніжинського району Чернігівської області.